# Малый Правутин
Малый Правутин (укр. Малий Правутин) — село в Славутском районе Хмельницкой области Украины.
Население - 488 человек. Население по переписи 2001 года составляло 623 человек. Почтовый индекс — 30056. Телефонный код — 3842. Занимает площадь 1,9 км². Код КОАТУУ — 6823984801.

## Местный совет
30056, Хмельницкая обл., Славутский р-н, с. Малый Правутин